# Боровське-Олькі
Боровське-Олькі (пол. Borowskie Olki) — село в Польщі, у гміні Туроснь-Косьцельна Білостоцького повіту Підляського воєводства.
У 1975-1998 роках село належало до Білостоцького воєводства.